# Zion-Synagoge (Plowdiw)

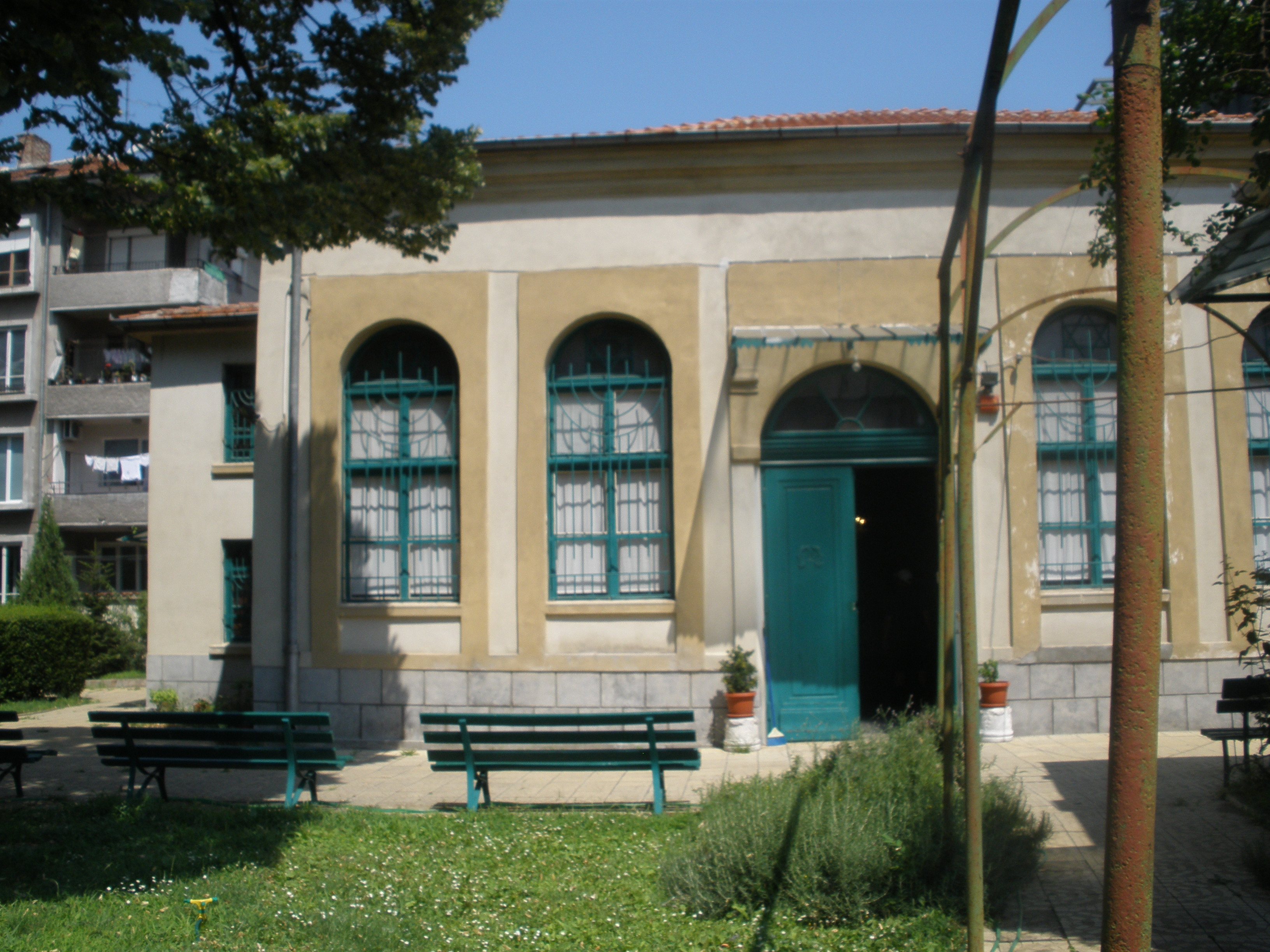
Zion-Synagoge in Plowdiw

Die Zion-Synagoge in Plowdiw, einer bulgarischen Stadt in der Thrakischen Ebene, wurde 1892 errichtet. Die sephardische Synagoge wurde 2003 renoviert. Sie ist neben der Synagoge in Sofia die einzige noch für den Gottesdienst genutzte Synagoge in Bulgarien.

## Geschichte
Plowdiw war in der Antike als Philippopolis bekannt. Bereits aus dieser Zeit ist durch Ausgrabungen im Jahr 1981 die Existenz einer Synagoge aus der ersten Hälfte des 3. Jahrhunderts bekannt.
Nach der Befreiung Bulgariens von der osmanischen Herrschaft 1878 war die 1892 errichtete Zion-Synagoge eine der ersten der im Land errichteten Synagogen. Im Westen und Norden wurden später zwei gleich hohe Anbauten hinzugefügt.
Renovierungsarbeiten wurden im Jahr 2003 durchgeführt.

## Architektur

### Außen
Das Gebäude vermittelt äußerlich einen eher bescheidenen Eindruck. An der Südseite ist ein Eingang zur Haupthalle. Dieser wird beidseitig von je zwei Rundbogenfenstern eingerahmt.
Im Westen ist ein schmalerer Anbau zwischen zwei Rundbogenfenstern. Er hat rechteckige Fenster und einen weiteren ebenerdigen Eingang. Eine äußere Treppe führt in den ersten Stock. Dort befindet sich eine Galerie für den Chor.
Der Anbau im Norden vergrößert den unteren Gebetsraum; darüber befindet sich die Frauenempore. Bedingt durch den Anbau befinden sich hier keine Fenster. Der Zugang erfolgt ebenfalls über die Außentreppe des Anbaus für den Chor.
Im Osten sind rechts und links je zwei Rundbogenfenster; hinter dem freien Feld in der Mitte befindet sich innen der Toraschrein.
Ein Walmdach bedeckt das Gebäude.

### Innen
Der farbenfrohe Innenraum misst ohne die Anbauten 12 × 12 m. In das Dach ist eine Kuppel eingebaut, die höchste Stelle misst hier 6 m. Die Wände sind in hauptsächlich in Grüntönen bemalt. Die in Blautönen gehaltene Kuppel soll einen Sternenhimmel darstellen, der von einem Wolkenkranz umgeben ist. Oben abgeschlossen wird die Kuppel noch durch einen verzierten Davidstern.
Vier runde Säulen stützen die Decke an den Ecken der Kuppel: die Decke des nördlichen Anbaus mit der Frauenempore wird durch rechteckige Säulen gestützt.
Der Toraschrein an der Ostwand wird von je zwei vergoldeten Säulen eingerahmt. Über ihm befinden sich die Gesetzestafeln. Er ist mit einem Vorhang behangen.
Die Bima befindet sich auf einem Podest vor dem Toraschrein. Das Podest ist von einer hölzernen Balustrade umgeben.

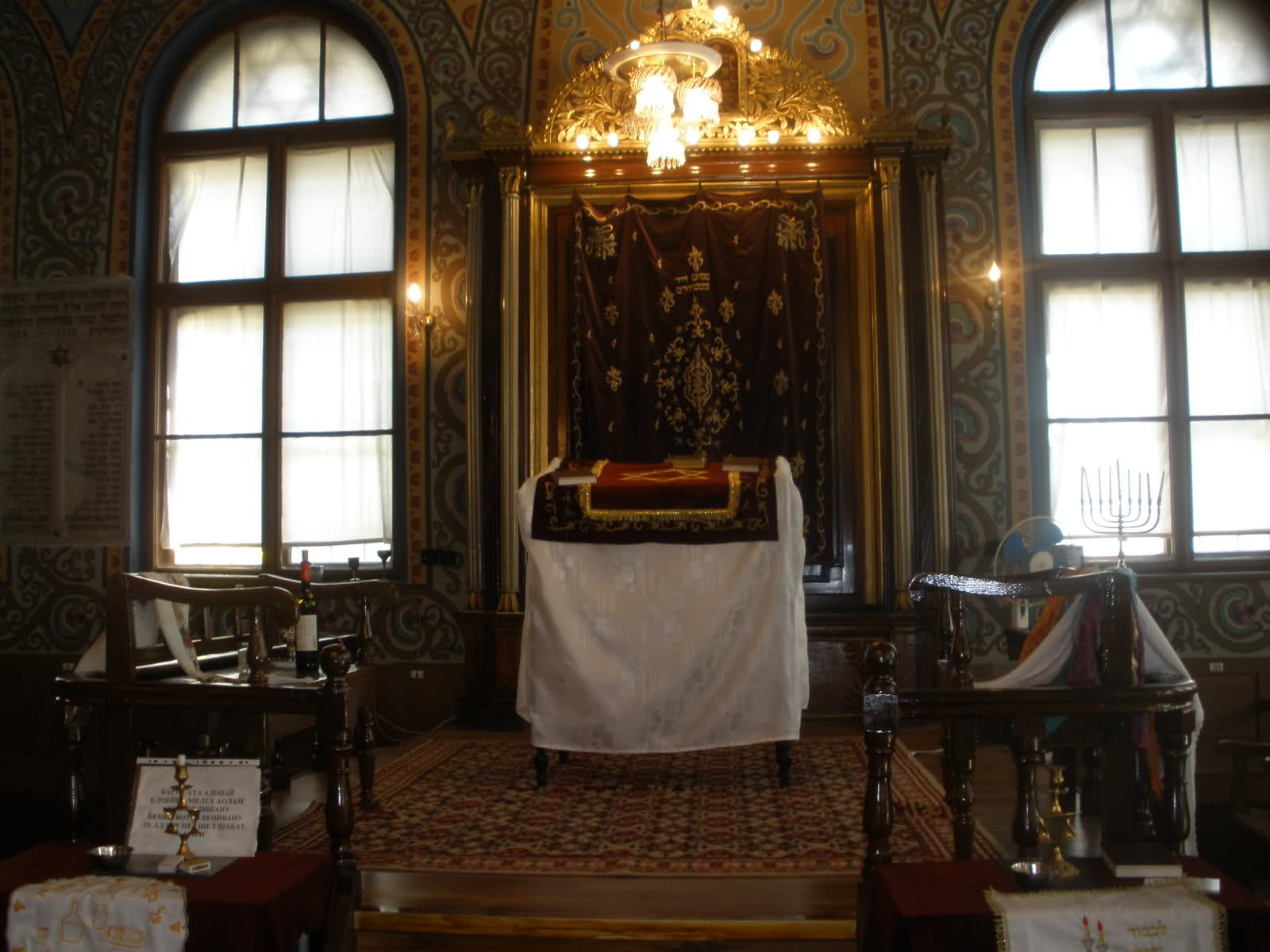
Toraschrein
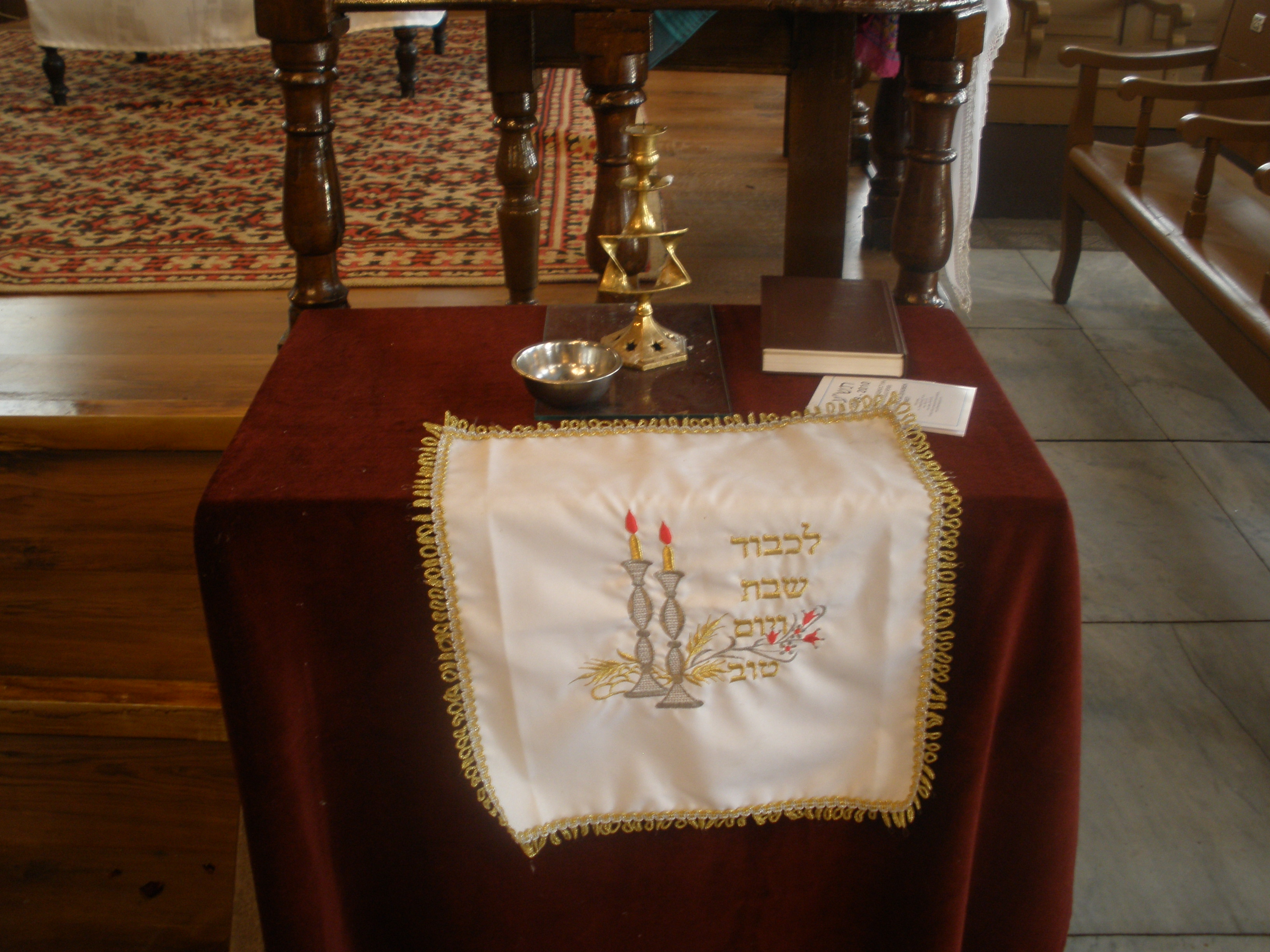
Bima
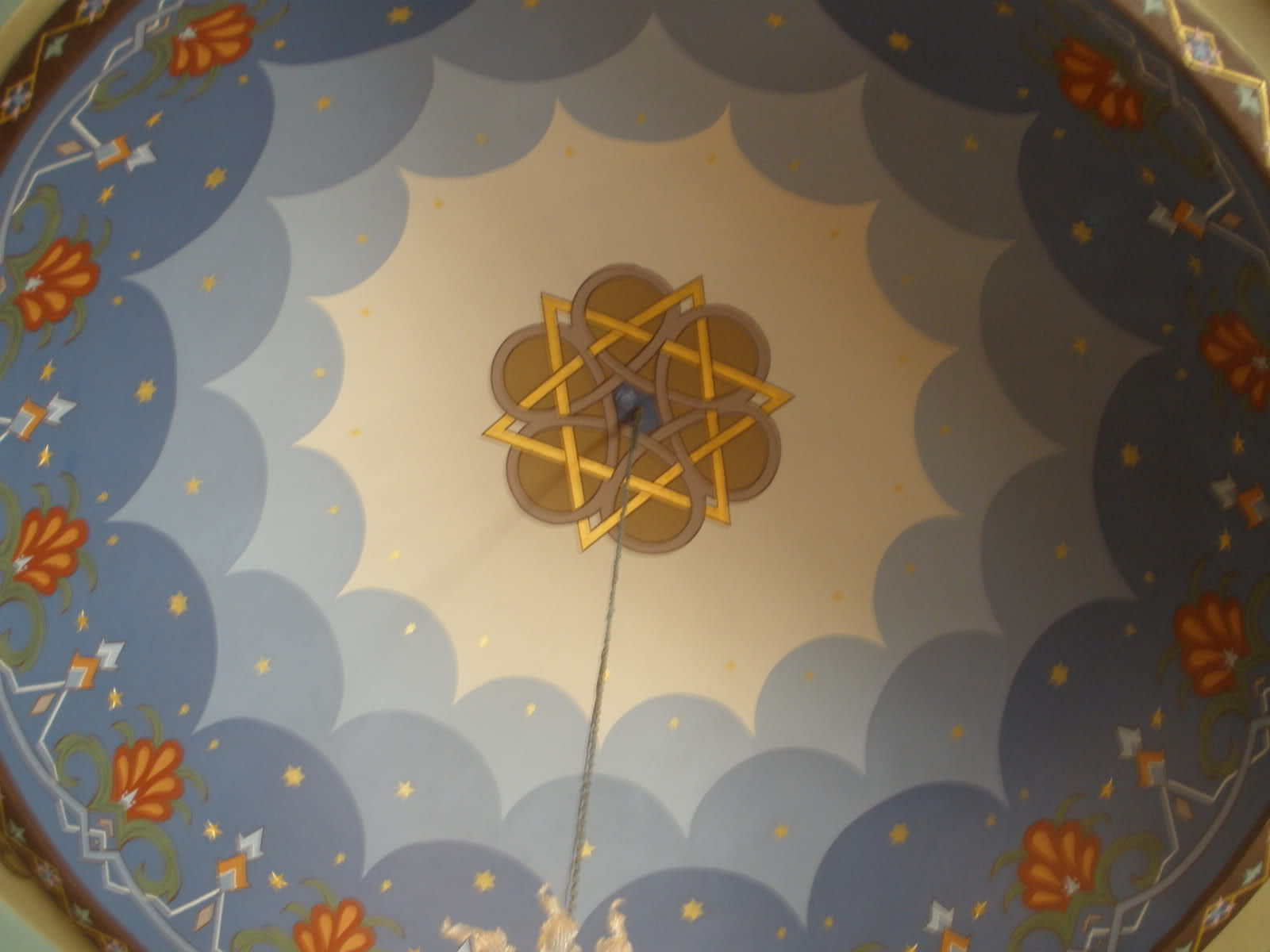
Kuppel